# 福留留美
福留 留美（ふくどめ るみ、FUKUDOME Rumi、1950年 - ）は、日本の心理学者。九州大学基幹教育院学修・健康支援開発部、大学院人間環境学府実践臨床心理学専攻（専門職大学院）元教授。福岡女学院大学人間関係学部心理学科教授。

## 人物
大阪府大阪市生まれ。鹿児島県立鶴丸高等学校、九州大学文学部卒業。1979年九州大学大学院教育学研究科博士後期課程単位取得退学。兵庫県立看護大学看護学部助教授などを経て、現職。博士（人間環境学）（九州大学・2004年）。（財）日本臨床心理士資格認定協会認定臨床心理士、日本リハビリテイション心理学会認定スーパーヴァイザー、日本心理臨床学会理事、日本学生相談学会理事、日本イメージ心理学会運営委員。
九州大学の成瀬悟策の研究室に所属し、学生時代は動作法、催眠療法などを中心に学んだ。同期に田嶌誠一がいたことから壺イメージ療法も実践で用いており、同法に関する論文を発表するのみならず、侵襲性の低く安全感の高い、開眼による方法などのバリエーションを編み出している。
また、イメージ療法のみならず、広く芸術療法まで実践・研究を行い、イメージを媒介とした心と身体のつながりについて論考している。その過程において強迫的な構えを弛めるという観点にも触れ、自己弛緩をキーワードとした論文も発表している。このような研究業績が評価され、2003年、日本心理臨床学会奨励賞を受賞した。